# Dolina Huczawy

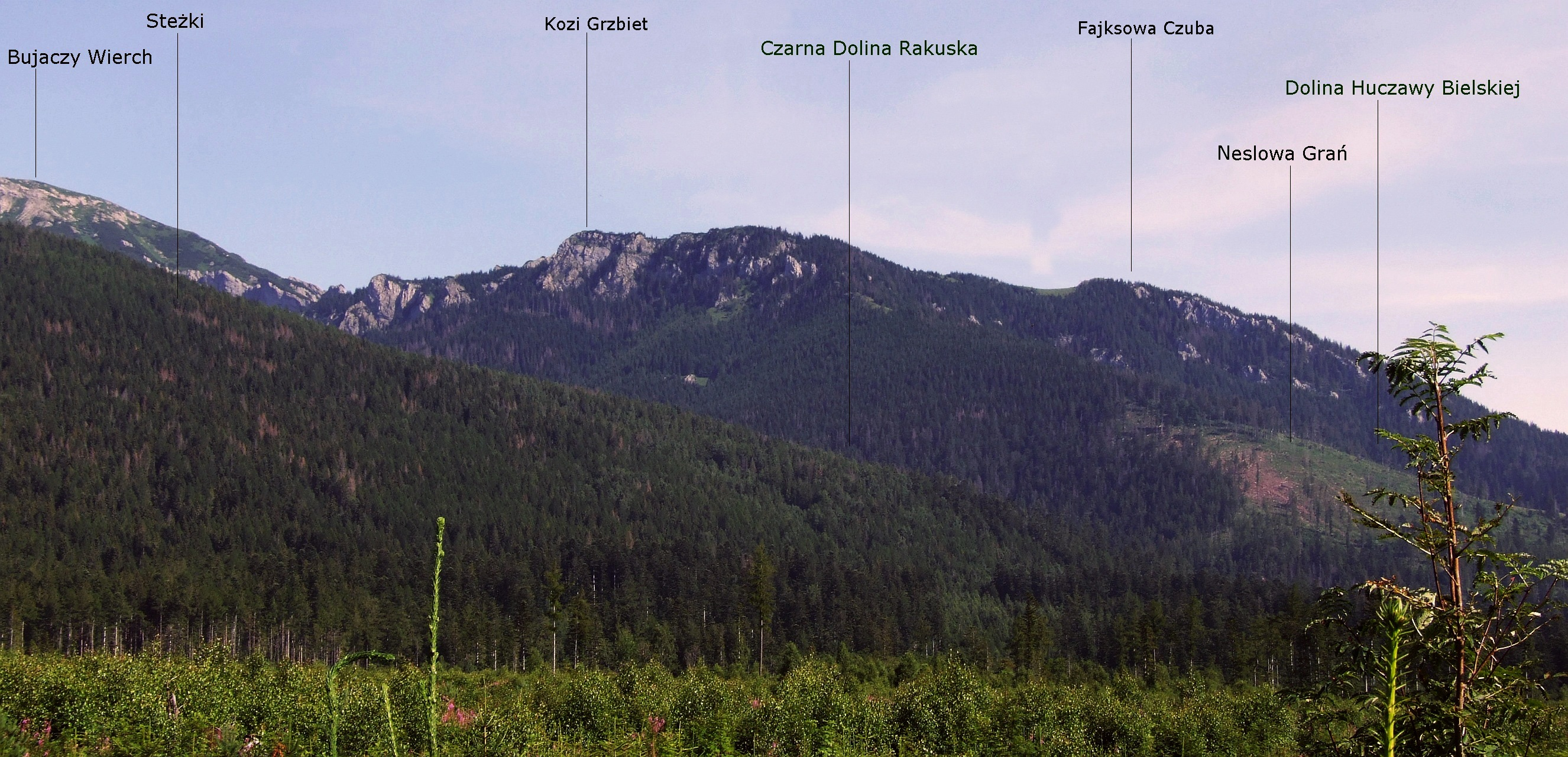
Widok z Kieżmarskich Żłobów

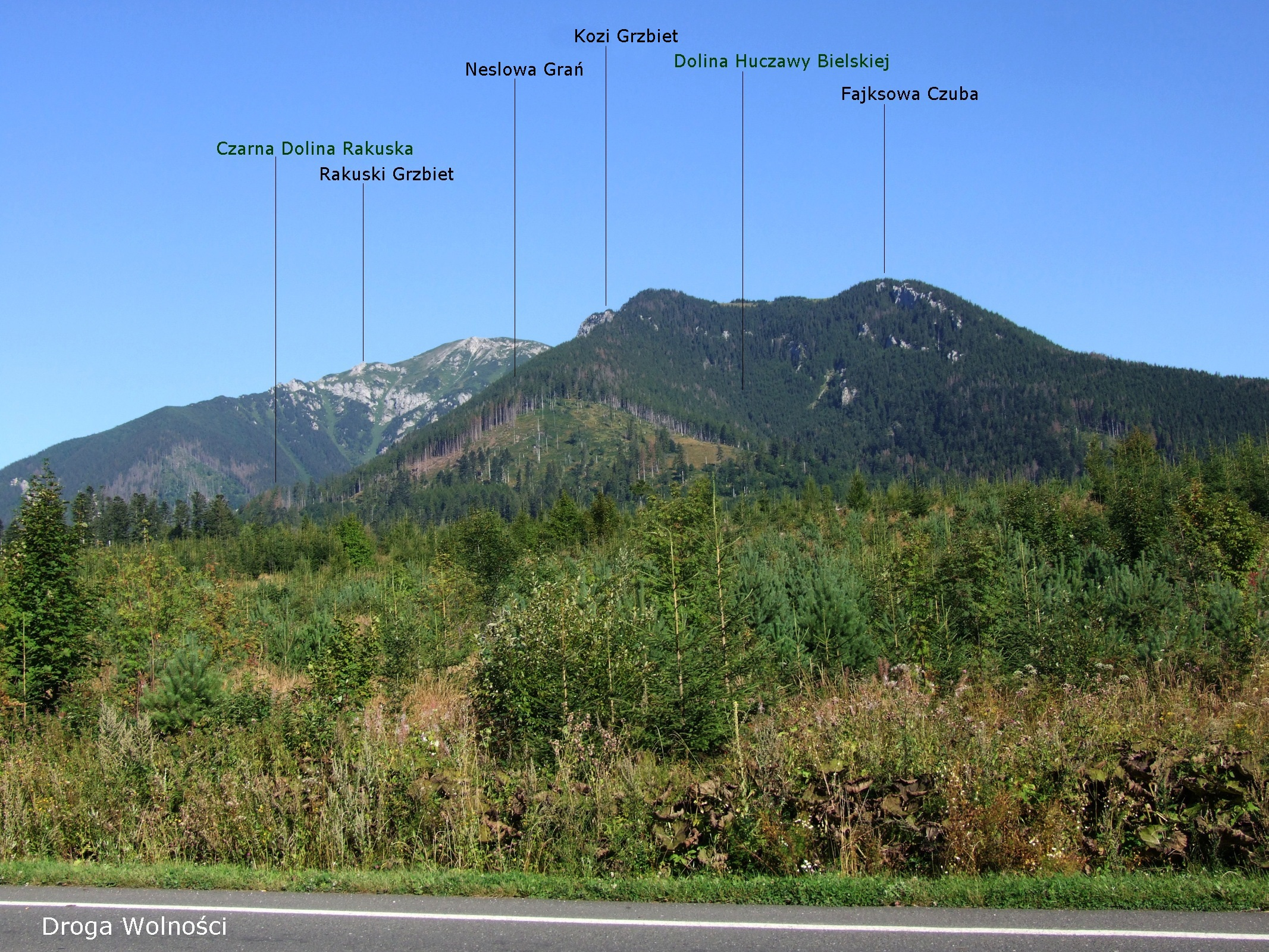
Widok z północno-wschodniej strony

Dolina Huczawy lub Dolina Huczawy Bielskiej (niem. Rauschgrund, słow. Dolina Hučava, węg. Zúgó-forrás-völgy) – dolina wcinająca się we wschodnie stoki słowackich Tatr Bielskich. Jest to stroma i płytko wcięta dolina w stokach Fajksowej Czuby i Kobylego Wierchu. Jej południowo-zachodnie zbocza tworzy Neslowa Grań, północne skraj Koziego Grzbietu, Fajksowa Przełęcz i Fajksowa Czuba, północno-wschodnie Kobyla Przełęcz i Kobyli Wierch. Od południowego wschodu dolina ma wylot przy Zbójnickim Chodniku, w odległości około 50 m na wschód od Huczawy.
Dolinę porasta las, który w wielu miejscach jest w dobrym stanie. Na zboczach Kobylego Wierchu i Fajksowej Czuby są w nim jodły o imponujących rozmiarach, sporo jest także modrzewi i jaworów. Największa jodła Kaltsteina już obumarła. Na zboczach Neslowej grani natomiast las jest w kiepskim stanie. W lesie znajdują się wapienne skały, najwyższe z nich to Skały Kaltsteina. Najniższa część doliny jest szeroka i mało stroma, środkowa wąska i stroma o dnie zawalonym kłodami drzew. Powyżej około 1250 m dolina jest już płytko wcięta, ale znów staje się szeroka. Dnem doliny spływa potok Huczawa (Hučavá) uchodzący do Bielskiego Potoku.
Sama dolina jest turystycznie niedostępna, ale jej wylotem prowadzi szlak turystyczny zwany Zbójnickim Chodnikiem. W wylocie doliny znajduje się wywierzysko Huczawa, z którego przesyłana jest rurami woda do Tatrzańskiej Kotliny, a ok. 300 m dalej jest rozdroże szlaków turystycznych – Rozdroże przy Huczawie (Rázcestie Šumivý prameň). Na wysokości 937 m na orograficznie lewym zboczu doliny znajduje się przy zamkniętym odcinku Magistrali Tatrzańskiej niewielka Jaskinia nad Huczawą (Hučavá diera). Dawniej w Dolinie Huczawy Bielskiej był szałas, którego przejściowo używano podczas pędzenia bydła na wypas do Doliny Przednich Koperszadów. Zatrzymywano się tutaj na popas.

## Szlaki turystyczne
– niebieski (Zbójnicki Chodnik) od Tatrzańskiej Kotliny przez Rozdroże przy Huczawie do Kieżmarskich Żłobów.
- Czas przejścia od Tatrzańskiej Kotliny do rozdroża przy Huczawie: 45 min, z powrotem 35 min.
- Czas przejścia od Huczawy do Kieżmarskich Żłobów: 1 h, z powrotem 1 h.

  – zielony od Tatrzańskiej Kotliny do rozdroża przy Huczawie (jak szlak niebieski), potem skręca do Schroniska pod Szarotką. Czas przejścia całej trasy do schroniska: 2.30 h, ↓ 1.50 h.